# Qasr Aseikhin
Qasr Aseikhin, auch Qasr el-Useikhin, Qasr Useikhim und Qasr Usaykhim (arabisch قصر أصيخم, DMG Qaṣr Uṣaiḫim), ist ein römisches Kleinkastell am äußersten östlichen Rand des Limes Arabiae et Palaestinae. Der einsam gelegene Außenposten würde damit einen der spektakulärsten Standorte aller römischen Kastelle in Jordanien besitzen. Die Ruinen des Bauwerks befinden sich rund 13,50 Kilometer nordöstlich des Qasr al-Azraq, auf der Kuppe eines Vulkans in der Syrischen Wüste in Jordanien, Gouvernement Zarqa.

## Lage
Der Qasr Aseikhin befindet sich im Süden großer Basaltströme, die sich aus der durch prähistorischen Vulkanismus geprägten Basaltwüste des Jebel ed-Druze durch den südsyrischen Hauran hierher ergossen. Der steile und markante Tell Aseikhin, auf dem sich der Qasr befindet, entstand einst selbst durch vulkanische Aktivitäten und ist der höchste Punkt der kurzen Bergkette des Jebel Aseikhin. Um ihn herum liegen erstarrte Lavafelder. Von der Kuppe des Tell reicht das ausgeworfene Magma rund 70 Meter hangabwärts. Nach Südwesten reicht der Fernblick über das unterhalb des Berges von Norden nach Süden mäandernde Wadi Aseikhin zu den anschließenden Basalt- und Geröllfeldern in Richtung Al-Azraq. Nach Norden bietet sich ein ebenso guter Blick über das sanft ansteigende Land bis zum römischen Stützpunkt Deir el-Kahf. Der Kalksteinhügel des Tell Aseikhin mit seiner Basaltkuppe selbst ist zudem eine markante Landmarke und rundum über viele Kilometer sichtbar.

## Forschungsgeschichte

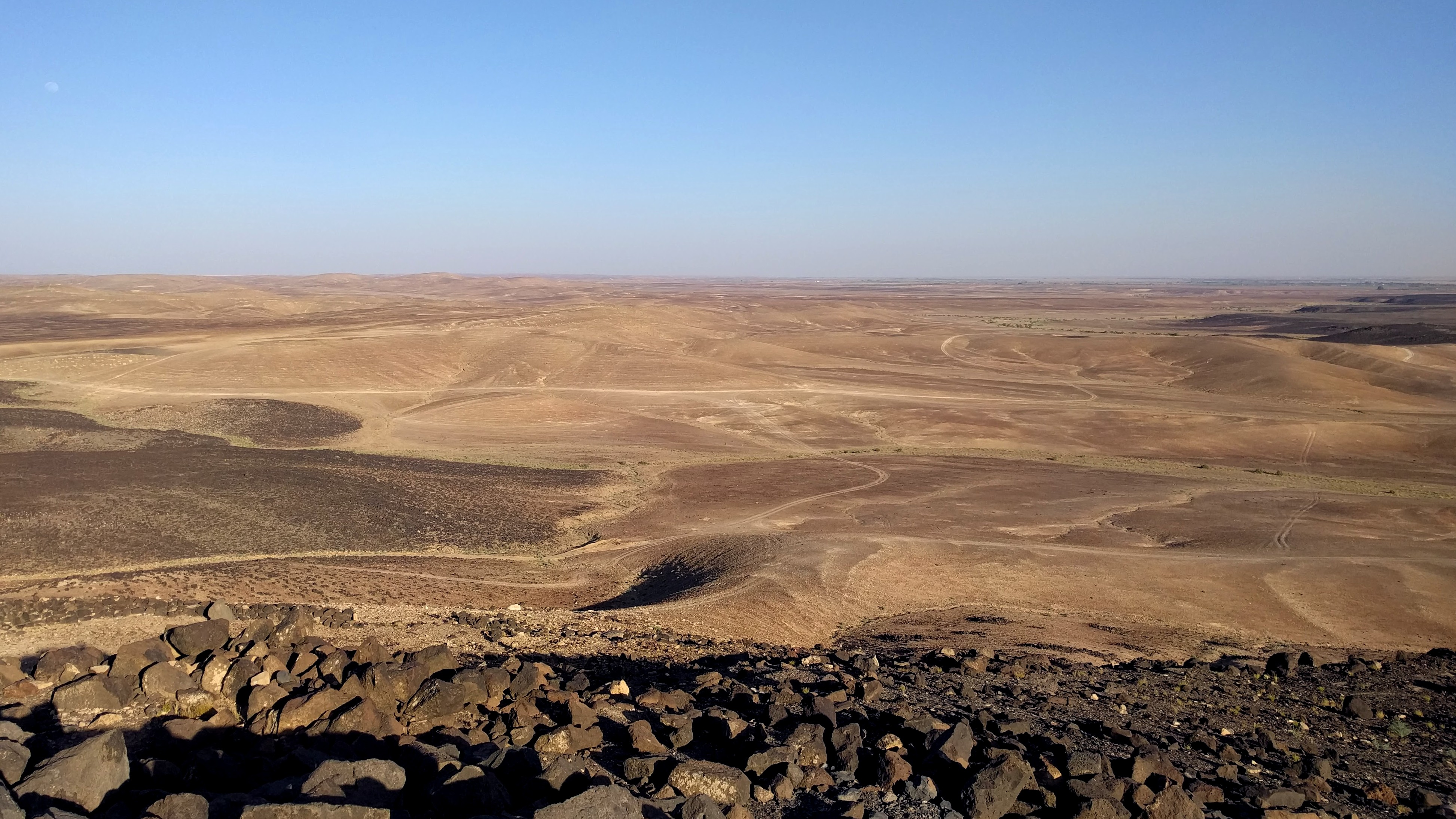
Blick vom Tell Aseikhin nach Süden in die Wüste (2016)

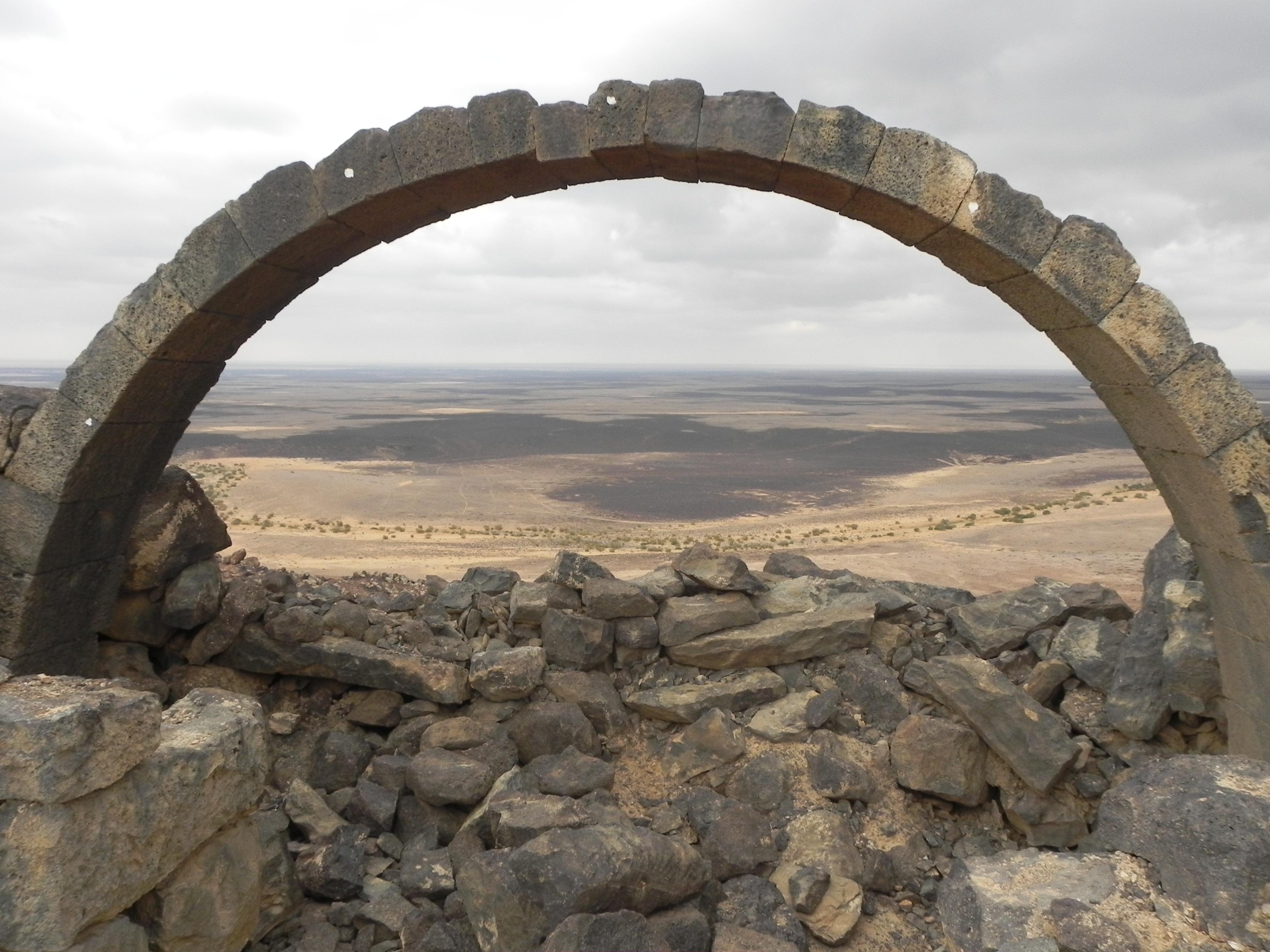
Blick vom Qasr über das Wadi Aseikhin nach Südwesten (Zustand 2014)

Dem Fundort wurde von der Archäologie in der Vergangenheit nicht viel Aufmerksamkeit geschenkt. Der früheste nachgewiesene wissenschaftliche Besuch fand am 31. Dezember 1913 statt, als die Forschungsreisende Gertrude Bell (1868–1926) dorthin kam. Für sie war die Ruine „ein römischer Außenposten, ein kleines Kastell auf der Spitze eines Hügels“. Doch erst mit einer Veröffentlichung des Biblischen Archäologen Nelson Glueck (1900–1971) wurde 1973 ein erstes Foto der Ruinen publiziert. Der österreichisch-britische Archäologe Aurel Stein (1862–1943), der den römischen Limes in Jordanien und dem Irak von 1938 bis 1939 besuchte, beschrieb die Anlage 1939 und zeichnete einen ersten Plan, der heute jedoch verloren ist.
Im August und September 1976 fand eine umfassende Expedition des amerikanischen Provinzialrömischen Archäologen und Keramikspezialisten Samuel Thomas Parker (1950–2021) entlang der jordanischen Sektion des Limes Arabicus statt, die unter dem Namen Survey of the Limes Arabicus bekannt und finanziell durch die American Schools of Oriental Research getragen wurde. Parker sammelte dabei mit einer Mannschaft aus Wissenschaftlern an vielen Fundplätzen, darunter am Qasr Aseikhin, mittels Feldbegehungen hauptsächlich keramisches Material. Ziel war es, durch eine an modernen Maßstäben gemessene Materialauswertung zu einem besseren Verständnis zu gelangen, was den Aufbau und die Entwicklung der römischen Grenzbefestigungen entlang der Wüste betraf. Vom 15. Juli bis zum 18. August 1978 fanden unter der Leitung des australischen Provinzialrömischen Archäologen David Leslie Kennedy wissenschaftliche Untersuchungen römischer Militäranlagen im Nordosten Jordaniens statt, dabei besuchte er den Qasr und nahm seinerseits eine Feldbegehung vor. Ein Ergebnis der Untersuchung war ein neuer Plan der Anlage, den er 1982 vorlegte. Zudem betreut Kennedy seit Jahrzehnten das von ihm gegründete luftbildarchäologische Projekt Aerial Photographic Archive for Archaeology in the Middle East (APAAME), bei dem auch der Qasr immer wieder angeflogen wird.

## Baugeschichte

Der von Kennedy gezeichnete Plan in einer digitalen Überarbeitung

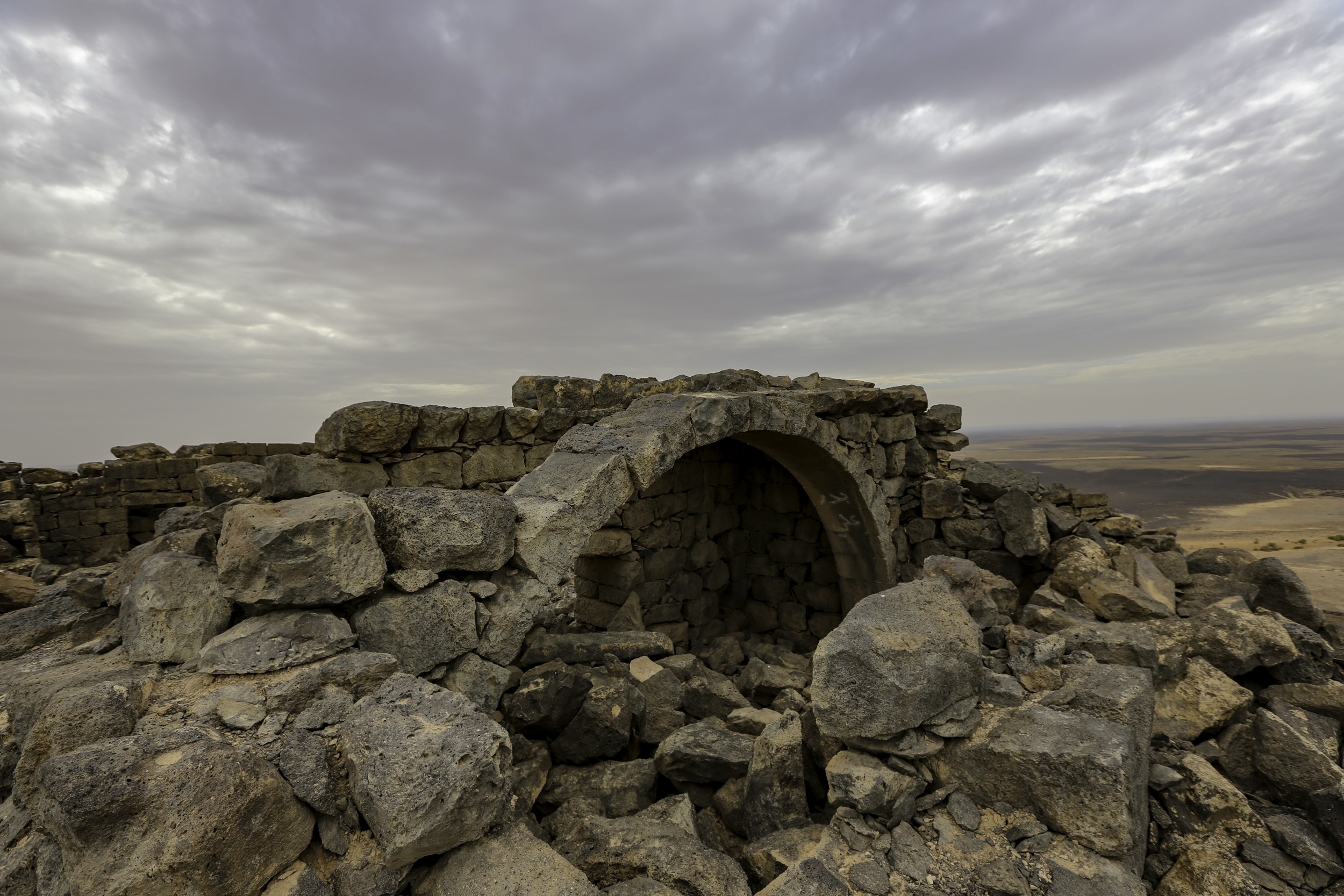
Ein bogenüberspannter Raum mit Blick nach Südwesten (Zustand 2013)

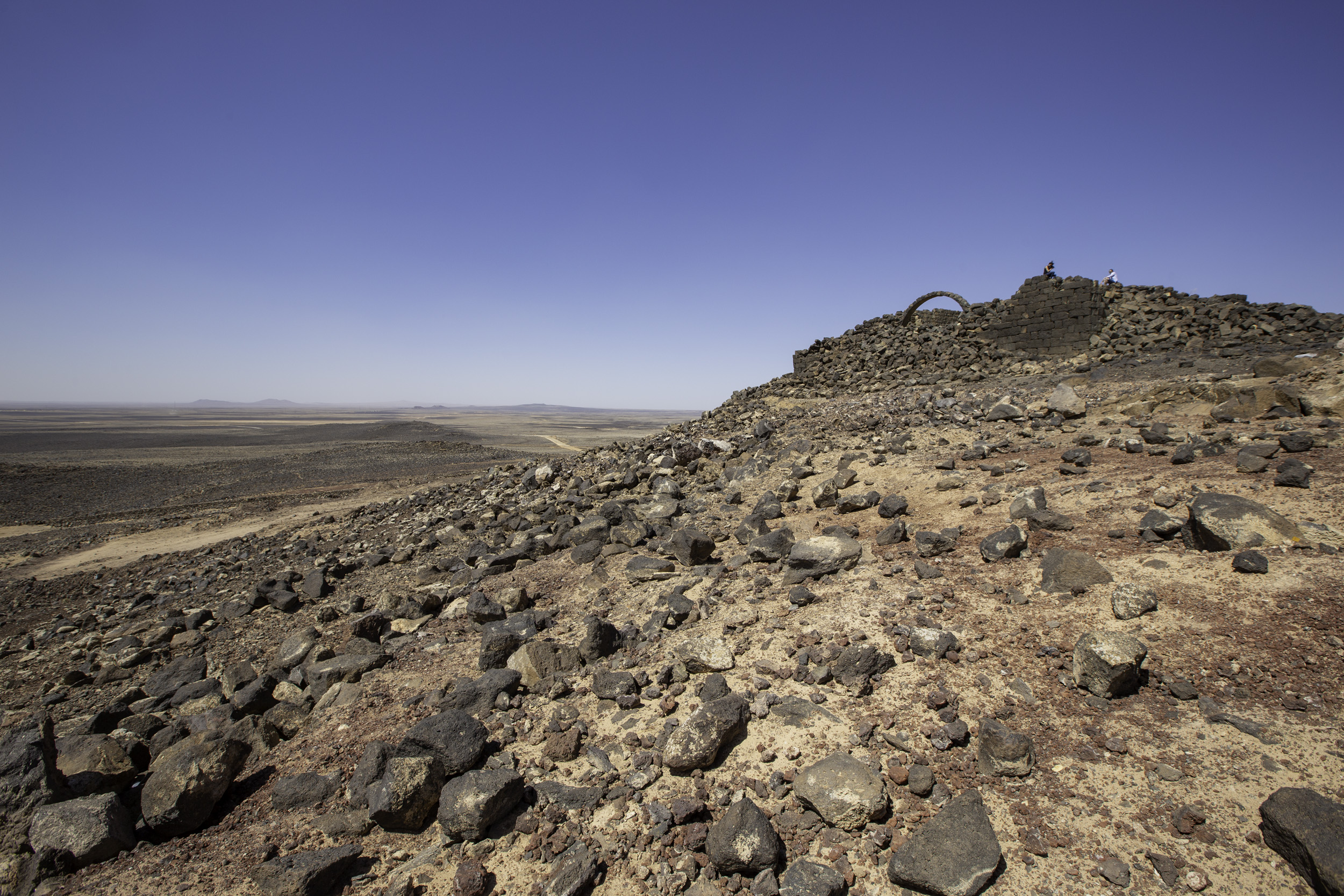
Aufstieg zum Qasr mit Blick nach Nordosten (Zustand 2013)

Da bis heute keine Ausgrabungen vorgenommen worden sind, ist es schwierig, eine zeitliche Abfolge der Siedlungsgeschichte auf dem Tell vorzunehmen. Im weiten Rund um die Fundstelle konnten bei Feldbegehungen Feuersteine gesammelt werden. Zusätzlich gibt es zahlreiche weitere Hinweise auf prähistorische Aktivitäten auf dem Berg und in dessen Nähe. Jünger sind die Spuren von diagonal gesetzten Meißelspuren in einem kleinen am Tell angelegten Steinbruch, die als charakteristisch für die Nabatäer gelten. Eine mögliche bauliche Abfolge könnte nach Überlegungen Kennedys zunächst ein nabatäischer Wehrbauernhof aus dem 1. Jahrhundert n. Chr. gewesen sein, in dem später, im 3. und/oder frühen 4. Jahrhundert, ein römischer Außenposten eingerichtet wurde. Der früheste Zeitpunkt einer militärischen Nutzung des Tell durch römische Truppen wäre nach der Annexion des Nabatäerreiches im Jahr 106 n. Chr. zu verorten. Diese Aufgabe könnten auch Nabatäer in römischen Diensten übernommen haben. Wie Inschriften aus Al-Jawf, dem antiken Dumata, vom Südostende des Wadi Sirhan belegen, dienten Nabatäer schon weniger als zehn Jahre nach der römischen Machtübernahme auch auf Außenposten in der römischen Armee. Eine letzte Nutzungsphase dauerte für Kennedy nach Ausweis des keramischen Fundniederschlags bis ins späte 6. Jahrhundert. Eventuell könnte das Gelände zuletzt wieder zivil genutzt worden sein. Außer den Meißelspuren gibt es bislang keinen direkten Hinweis auf die unmittelbare Anwesenheit von Nabatäern auf dem Tell. Bei der reichlich vorhandenen, aber schwer zu identifizierenden Oberflächenkeramik konnten nach Kennedy bislang keine nabatäischen Fragmente ausgelesen werden, wobei der amerikanische provinzialrömische Archäologe und Keramikspezialist Samuel Thomas Parker (1950–2021) bei seiner Untersuchung 1976 durchaus frühe Scherben in das 1. Jahrhundert n. Chr. datierte. Kennedy verwies in Zusammenhang mit einem möglichen nabatäischen Ursprung des Qasr auf die vermehrte Feststellung entsprechender nabatäischer Initiativen in diesem Gebiet und die Möglichkeiten, die eine begrenzte Landwirtschaft an den Hängen des Tells und im Wadi Aseikhin bieten konnte.
Wie alle aus Stein errichteten römischen Bauten in der Azraq-Senke besteht auch die kleine Ruine auf dem Tell aus Basalt. Der Bau bildet im Grundriss ein etwa 23 × 23 Meter (= 5,29 Hektar) umfassendes Rechteck und besitzt einen Zugang im Süden. Um den rechteckigen Zentralhof gruppieren sich an allen vier Seiten gewölbetragende Raumfluchten, die mit ihren Rückwänden an die Umfassungsmauer grenzen. Sowohl die Innen- als auch die Außenmauern sind einheitlich einen Meter stark und besitzen ein Zweischalenmauerwerk aus gut zugerichteten Basaltblöcken. Der Kern zwischen den beiden Mauerschalen ist mit Schutt verfüllt. Da kaum Mauerfugen sichtbar sind, lässt sich nur sehr wenig Mörtel finden.

## Datierung
Da es keine Inschriften oder Münzen von den Höhen des Tell gibt und ohne Ausgrabungen keine Stratifizierungen möglich sind, ist die Archäologie bei der zeitlichen Bewertung der historischen Abläufe besonders stark auf Oberflächenfunde wie Keramikscherben angewiesen. Stein hatte bei seinem Besuch das Fragment einer reliefverzierten römischen Lampe entdeckt, doch ist diese verloren. Die Streuung der datierbaren Scherben reicht nach Kennedy vom 1. Jahrhundert n. Chr. bis zum frühen 4. Jahrhundert. Sie setzt anschließend aus und kann dann erst wieder von der Mitte des 6. Jahrhunderts bis zum 7. Jahrhundert nachverfolgt werden. Bei der von ihm 1978 angesetzten Feldbegehung wurde auch eine Sigillata-Scherbe, möglicherweise aus dem 1. Jahrhundert n. Chr., aufgelesen.
Kennedy führte 1984 veröffentlichte Vergleiche zwischen spätrömischer Grobkeramik aus dem Kleinkastell Qasr el-Uweinid, dem Kastell Qasr al-Azraq und aus dem Qasr Aseikhin durch. Dabei wurden auch die örtlich anstehenden Mineralien und Gesteine beachtet. Bei der Keramik vom Tell Aseikhin schloss er unter anderem aufgrund der Dünnschliffanalyse auf eine rein lokale Produktion. Da die Untersuchung jedoch nicht auf einer repräsentativen Probe, sondern lediglich auf acht Scherben beruhte, war das Ergebnis nicht zu verallgemeinern.
Von 383 gesammelten Scherben konnte Parker bei seiner Untersuchung im Jahre 1976 insgesamt 37 näher untersuchen. Die chronologischen Perioden und Datierungen richten sich nach Parkers Darstellung von 2006.
| Anzahl | Zeitstellung           | Bemerkung                 |
| ------ | ---------------------- | ------------------------- |
| 5      | frührömisch III–IV     | ca. 4 v. Chr.–135 n. Chr. |
| 18     | spätrömisch II–IV      | ca. 193–324               |
| 14     | spätbyzantinisch II–IV | ca. 527–636               |